# Rimaïbé
Les Rimaïbé (sing. Diimajo), qui signifie pour les Peuls « anciennement esclaves ou libérer de l'esclavage  » (par opposition aux Maccubé, « récemment acquis »), étaient les membres de la classe servile assujettis aux Peuls.
Les Rimaïbé ont gardé un lien de soumission aux familles des anciens maîtres, que ce soit via la religion ou la culture de terres appartenant à ces derniers. Leur statut est similaire à celui des Bella, anciens esclaves des Touaregs. La différence est que chez les Peuls, les nobles peuvent se marier à une femme d'un statut de captive. D'ailleurs, plusieurs rois peuls ont épousé des femmes de statut Rimaïbé.[réf. nécessaire]

## Orthographe et prononciation
Le terme est aussi transcrit Riimayɓe ou Riimaayɓe.

## Burkina Faso
On trouve les Rimaïbé dans le nord du Burkina Faso, qui se consacrent historiquement à l'agriculture (les Peuls se réservant la tâche considérée comme noble, à savoir l'élevage).
Dans le Soum, les Rimaïbé sont les descendants des esclaves faits par les Peuls au lendemain de la conquête de la région au XVIIe siècle. Ils sont majoritaires dans la province. 
Les Rimaïbé peuvent être originaires de différentes ethnies « noires », comme les Dogons.

## Mali
Les principales migrations peules dans le delta intérieur du Niger remontent à la seconde moitié du XIIIe siècle en provenance du Fouta Toro puis entre le XIVe et le XVe siècle. Ils s'installent dans cet immense pâturage sahélien composé de vastes prairies où abondaient l'eau et l'herbe nécessaires à leurs troupeaux, et se rendent maîtres de toute la région du Diaka en combattant les autochtones qu'ils expulsèrent ou réduisirent en esclavage. Ce sont ces derniers, les Bamana, les Nono, les Dogon, les Bobo qui devinrent, pour la plupart, des Rimaïbé.
A noter que, par ignorance, beaucoup dans la communauté Rimaïbé ont gardé un statut par ignorance de leur propre histoire d'étrangers ou de migrants dans une communauté peule, hostile à l'intégration. Ainsi, pour vivre dans la tranquillité, ils ont été passifs et laissé les chefferies traditionnelles aidées par l'élite des marabouts façonner l'histoire à leur guise.[pas clair]